# Ķ

세디유가 붙은 K

Ķ, ķ(K-세디유)는 라트비아어 문자의 17번째 문자이다.
라트비아어에서 이 문자는 IPA 값 /c/를 갖는다.
ISO 9에서 Ķ는 키릴 문자 Қ의 공식적인 로마자 표기이다.

## 역사
카를리스 밀렌바흐스가 이끄는 과학 위원회가 1908년 새로운 라트비아어 철자법의 일부로 제안했으며, 1909년에 채택되어 학교에서 가르치기 시작했다. 그 전에는 라트비아어를 독일 프락투어로 썼다.